# Henrique Trevisan
Henrique de Souza Trevisan (* 20. Januar 1997 in Umuarama), auch einfach nur Henrique Trevisan genannt, ist ein brasilianisch-italienischer Fußballspieler.

## Karriere
Henrique de Souza Trevisan erlernte das Fußballspielen in der Jugendmannschaft des Figueirense FC im brasilianischen Florianópolis. Hier unterschrieb er 2016 auch seinen ersten Vertrag. Mit dem Verein gewann er 2015 und 2018 die Staatsmeisterschaft von Santa Catarina. Mitte 2018 wechselte er nach Europa. Hier unterschrieb er einen Vertrag bei GD Estoril Praia in Portugal. Der Verein aus Estoril spielte in der zweiten Liga des Landes, der Segunda Liga. Von Januar 2019 bis August 2020 wurde er an den brasilianischen Verein AA Ponte Preta nach Campinas ausgeliehen. Anfang 2020 kehrte er nach Portugal zurück. Von Ende August bis Jahresende 2020  spielte er auf Leihbasis beim portugiesischen Erstligisten FC Famalicão in Vila Nova de Famalicão. Für den Verein kam er viermal in der ersten Liga, der Primeira Liga, zum Einsatz. Anfang 2021 wechselte er ebenfalls auf Leihbasis nach Japan, wo er für Ōita Trinita in der ersten Liga spielt. Am Saisonende 2021 belegte er mit Ōita den achtzehnten Tabellenplatz und musste in zweite Liga absteigen. Für den Absteiger stand er 28-mal in der ersten Liga auf dem Spielfeld. Nach Vertragsende in Portugal unterschrieb er im Januar 2022 einen Vertrag beim japanischen Erstligisten FC Tokyo.

## Erfolge
Figueirense FC
- Staatsmeisterschaft von Santa Catarina: 2015, 2018